# Гюлпери
„Гюлпери“ (на турски: Gülperi) е турски драматичен телевизионен сериал, продуциран от TIMS & B Productions и режисиран от Метин Балекоулу, сериалът е вдъхновен от турския филм от 1982 г. Gülsüm Ana, с участието на Фатма Гирик. Излъчен е премиерно на 14 септември 2018 г. по Show TV, с участието на Eзги Гьор, Нургюл Йешилчай, Tимучин Eсен, Tарък Папуччуоулу, Eдже Сюкан, Бурак Дакак, Aлейна Йозгечен, Eмир Йозякъшър и Oнур Билге, последният епизод е излъчен на 3 май 2019 г.

## Сюжет
Гюлпери получава новината, че съпругът ѝ Еюп е починал по време на командировка. От този момент нататък животът ѝ ще стане изключително труден, тъй като тя и трите ѝ деца – Хасан, Бедрийе и Джан се преместват в имението на нейния свекър и семейството му. На това място братът на съпруга ѝ е обсебен от нея, той се опитва да я малтретира, но тя се защитава, като го наранява с ножица. По тази причина Гюлпери е осъдена на близо две години затвор. Когато излежава присъдата си в затвора, тя се връща в имението, за да възстанови връзката с децата си, които са оставили семейството на съпруга си в ареста. С помощта на Кадир Айдън, неин адвокат и първа любов, тя ще се опита да си върне любовта и попечителството на децата си.

## Актьорски състав
- Нургюл Йешилчай – Гюлпери Четин Aйдън
- Тимучин Есен – Kадир Aйдън
- Tарък Папуччуоулу – Якуп Ага
- Eдже Сюкан – Шейма
- Бурак Дакак – Хасан
- Aлейна Йозгечен – Бедрийе
- Eмир Йозякъшър – Джан
- Oнур Билге – Eждер
- Шефика Юмит Tолун – Фатма
- Гюлчин Kюлтюр Шахин – Кадер
- Eмир Чубукчу – Али
- Eзги Гьор – Артемис
- Халук Джьомерт – Сюлейман
- Сюрея Kилимджи – Суна
- Сезги Дениз – Езги
- Kайра Забджъ – младата Гюлпери
- Батухан Серт – младия Кадир
- Хафсанур Санджактутан – Фидан
- Зейнеп Гюлдоан – Сонгюл
- Неджати Kутлу – Армаган
- Гюлпери Буйджу – Тууче
- Нилюфер Чамджъ – Азамет
- Джан Илхан – Атакан
- Лале Джангал – Несли
- Ширин Eргювен Хамшиоулу – Хаджер
- Aйда Aксел – Айтен
- Eнес Демиркапъ – Гьокхан
- Ирем Kахяоулу – Ажда Адаклъ
- Фуркан Oулджан Илкер – Сердар
- Eждер Йозкаслъгил – Салих
- Рабиа Сойтюрк – Селен
- Берат Eфе Парлар – Йомер
- Eркан Бекташ – Еюп
- Бусе Mерал – Бегюм

## Излъчване
| Сезон | Сезон | Епизоди | Начало на сезона     | Край на сезона | Всички епизоди | ТВ сезон    | ТВ канал | Дата и час    |
| ----- | ----- | ------- | -------------------- | -------------- | -------------- | ----------- | -------- | ------------- |
|       | 1     | 30      | 14 септември 2018 г. | 3 май 2019 г.  | 1 – 30         | 2018 – 2019 | Show TV  | петък (20:00) |